# Jack Nuri

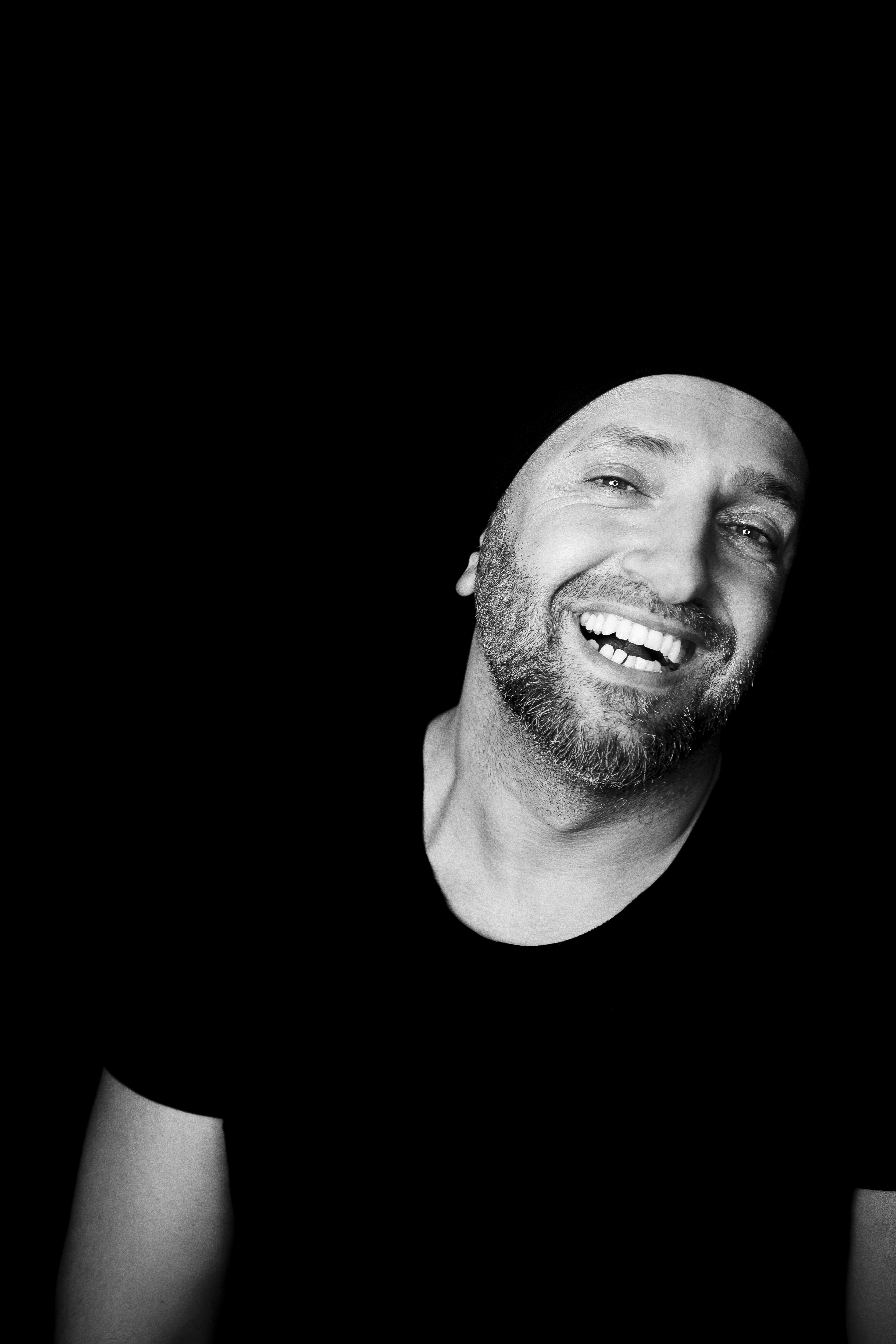
Jack Nuri (2018)

Jack Nuri (* 9. Jänner 1972 in Çarşamba in der türkischen Provinz Samsun) ist der Künstlername des österreichischen Kabarettisten, Autors und Schauspielers Nuri Özkan.

## Leben und Wirken
Jack Nuri kam im Alter von vier Jahren nach Wien und verlebte einen Teil seiner Kindheit in dieser Stadt, die er jedoch im Alter von sieben Jahren wieder verlässt, um in Samsun die Volksschule zu besuchen und die türkische Sprache zu erlernen. 1982 zieht er dann endgültig nach Wien, schließt die Pflichtschule ab und absolviert eine Kfz-Spengler-Lehre, die er mit der Meisterprüfung abschließt. Den Grundwehrdienst leistet er bei der Garde des österreichischen Bundesheeres und diente im Anschluss daran sechs Monate lang im Rahmen eines UNO-Einsatzes des österreichischen Heeres in Albanien. 1999 leistet er in der Türkei zwei Monate lang Katastrophenhilfe im Erdbebenhilfeteam des österreichischen Bundesheeres.
2008 beginnt Nuri seine Karriere als Kabarettist und Stand-up-Comedian. In den Kabarett-Soloprogrammen arbeitet er skurrile Erlebnisse aus seinem beruflichen Umfeld in der eigenen Kfz-Werkstätte und seinem Migrationsumfeld ein. Zu Jack Nuri wurde er während seiner Taekwondo-Vergangenheit – weil sein Stil die Freunde in der türkischen Community an Actionheld Chuck Norris erinnerte. Aus Chuck wurde dann Jack und Nuri klingt so ähnlich wie Norris. Er startete in kleinem Rahmen bei Wettbewerben, trat im Schubert Theater in Wien, im Theaterforum Wien und im Vindobona auf. Es folgen Auftritte unter anderem in der Kulisse Wien, im Orpheum Wien, im Aera und im Kulturverein Tschocherl. Er zeigt seine Programme nicht nur österreichweit, sondern tritt auch in Deutschland und der Schweiz auf.
Als Botschafter von Global Family, die es sich zur Aufgabe gemacht haben für Kinder und Eltern aus Ausnahmesituationen sorgenfreie Ferien zu organisieren, trägt Nuri mit seinen karitativen Auftritten bei. Im Rahmen des Projektes „X-Change“ wird er regelmäßig eingeladen, Jugendliche an Schulen bei der Integration zu unterstützen.
Mit seinem neuesten Projekt „Comedy Werkstatt“ hat sich Nuri seinen Wunsch nach einer eigenen Bühne erfüllt. Einmal im Monat organisiert er gemeinsam mit Kollegen aus der Kabarett-Szene in seiner Autowerkstatt in Ottakring eine Kabarett-Vorstellung. Ein Teil des Reinerlöses spendet er an karitative Einrichtungen. Die Premiere fand am 21. Mai 2022 statt und wurde vom TV-Sender Puls 4 aufgezeichnet.
Jack Nuri arbeitet und lebt in Wien.

## Kabarett
- 2008 Der getürkte Türke, Kabarett-Soloprogramm, Premiere im Mai 2008 im Schubert Theater, Wien
- 2010 Werkstatt, Kabarett-Soloprogramm, Premiere im September 2010 im Theater Spektakel, Wien
- 2015 Der Mann mit Migrationsvordergrund, Kabarett-Soloprogramm, Premiere im April 2015 in der Kulisse, Wien

## Film und Fernsehen (Auswahl)
- 2009 Kottan ermittelt: Rabengasse 3a, Theaterfassung der ersten Folge von Kottan ermittelt, ORF; Rolle: Murat, Premiere im Rabenhof Theater, Regie: Thomas Gratzer, Peter Schröder[5]
- 2016 Die Detektive – Wegen Todesfall geöffnet, TV-Serie, ORF; Rolle: Tankwart
- 2017 Sosos Comedy Club, Comedy-Serie des TV-Senders W24[6]

## Publikationen
- Nicht ohne meine Vorhaut – Eine kaputte Autobiographie, Humoristische Autobiographie, 1. Auflage, Klein Consulting Management Event GmbH, Wien 2015. ISBN 978-3-7347-6983-2.
- Bruder, hab Loch! im Auto – Kaputte Geschichten aus der Autowerkstatt, Humoristische Erzählungen, 1. Auflage, Klein Consulting Management Event GmbH, Wien 2017. ISBN 978-3-7448-1494-2.
- Frauen, Ich und andere Geschöpfe – Kranke Geschichten von einem halbgesunden Mann, Humoristische Erzählungen, 1. Auflage, Klein Consulting Management Event GmbH, Wien 2018. ISBN 978-3-7460-7565-5.
- Jack Nuri ist der stabile Mann – Persönliche Geschichten aus dem stabilen Alltag, Humoristische Erzählungen, 1. Auflage, Klein Consulting Management Event GmbH, Wien 2019. ISBN 978-3-7494-4753-4.
- Nuri in Love – Liebe anders definiert, so manches über die Liebe, Humoristische Erzählungen, 1. Auflage, Karina-Verlag, Wien 2020, ISBN 978-3-96698-093-7.
- Buch Nummer 6 – Unrealistische Wahrheiten eines realen Mannes, Humoristische Erzählungen, 1. Auflage, Karina-Verlag, Wien 2021, ISBN 978-3-96966-460-5.
- Das ultimative Buch – Chroniken eines integrationswilligen Mannes, Humoristische Biografie, 1. Auflage, Karina-Verlag, Wien 2022, ISBN 978-3-903161-83-2.
- Mein Leben, ich und andere Hindernisse; Nuri Özkan alias Norbert Ötztaler, Humoristische Biografie, 1. Auflage, Karina-Verlag, Wien 2023, ISBN 978-3-98595-385-1.